# Erich Becher
Erich Becher (Remscheid, 1º settembre 1882 – Monaco di Baviera, 5 gennaio 1929) è stato un docente, filosofo e psicologo tedesco.
Becher era docente a Münster e Monaco di Baviera, e ha sostenuto epistemologicamente una posizione realistica e la possibilità di induttivi in metafisica. In psicologia, ha difeso l'idea di una interazione tra corpo e anima.

## Opere
- Der Begriff des Attributes bei Spinoza, Hrsg. von B. Erdmann, Halle 1905
- Philosophische Voraussetzungen der exakten Naturwissenschaften, Leipzig 1907
- Die Grundfrage der Ethik, Köln o.J. (1907)
- Der Darwinismus und die soziale Ethik, Leipzig 1909
- Erziehung zur Menschenliebe und Helfersystem, Langenalza 1914
- Weltgebäude, Weltgesetze, Weltentwicklung, Berlin 1915
- Die fremddienliche Zweckmäßigkeit der Pflanzengallen und die Hypothese eines überindividuellen Seelischen, Leipzig 1917
- Geisteswissenschaften und Naturwissenschaften. Untersuchungen zur Theorie und Einteilung der Realwissenschaften, Berlin 1921
- Deutsche Philosophen. Lebensgang und Lehrgebäude von Kant, Schelling, Fechner, Erdmann, Mach, Stumpf, Bäumker, Eucken, Siegfried Becher. Mit einem Abriß über: Die Philosophie der Gegenwart von Erich Becher und mit einer Einleitung: Erich Bechers Entwicklung und Stellung in der Philosophie der Gegenwart von Aloys Fischer. Leipzig 1929